# Kanton Le Marigot

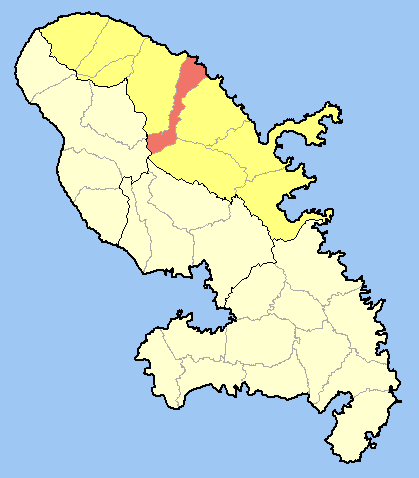
Lage des Kantons Le Marigot im Arrondissement La Trinité und im Übersee-Département Martinique

Der Kanton Le Marigot war ein Kanton im französischen Übersee-Département Martinique im Arrondissement La Trinité. Er umfasste die Gemeinde Le Marigot.
Vertreter im Generalrat des Départements war seit 1998 Ange Lavenaire. 